# Anna Chałupa
Anna Chałupa (ur. 16 listopada 1983 w Lwówku Śląskim) – polska ekonomistka, urzędniczka państwowa, w latach 2020–2023 podsekretarz stanu w Ministerstwie Finansów i zastępca szefa Krajowej Administracji Skarbowej, w latach 2023–2025 Generalny Inspektor Informacji Finansowej, działaczka Stowarzyszenia Harcerstwa Katolickiego „Zawisza”.

## Życiorys
W 2007 ukończyła ekonomię o specjalności menedżerskiej na Uniwersytecie Wrocławskim. Kształciła się podyplomowo na kierunku rachunkowość i podatki na Uniwersytecie Ekonomicznym we Wrocławiu. W 2014 otrzymała certyfikat księgowy Ministra Finansów RP.
W latach 2013–2018 zatrudniona jako audytor wewnętrzny, a następnie dyrektor finansowy w Zakładzie Gospodarki Komunalnej w Siechnicach. Jednocześnie pełniła funkcję prokurenta (2014–2018). W lipcu 2018 została mianowana dyrektorem Izby Administracji Skarbowej we Wrocławiu.
16 kwietnia 2020 objęła stanowisko podsekretarza stanu w Ministerstwie Finansów i zastępcy szefa Krajowej Administracji Skarbowej. W grudniu 2023 zakończyła pełnienie tych funkcji. Następnie do lutego 2025 była Generalnym Inspektorem Informacji Finansowej.
W 1999 wstąpiła do Stowarzyszenia Harcerstwa Katolickiego „Zawisza”. W ramach tej organizacji przez 7 lat była drużynową 2. Drużyny Bolesławieckiej św. Anny, szefową środowiska bolesławieckiego i Ogniska św. Klary, asystentką komendantki chorągwi dolnośląskiej ds. zielonej gałęzi i asystentką namiestniczki harcerek i namiestniczką harcerek. Ukończyła kurs mistrzowski instruktora harcerskiego.